# Bitskey Sebestyén
Bicskei Bitskey Sebestyén (Tápióbicske, 1764. március 25. – Tápióbicske, 1826. március 21.), magyar katonatiszt, kapitány, az 1809. évi nemesi felkelés főhadnagya, tápióbicskei földbirtokos.

## Élete
Az ősrégi és tekintélyes köznemesi bicskei Bitskey család sarja. Édesapja idősebb bicskei Bitskey István (1703–1773), tápióbicskei földbirtokos, anyja nemes Cseby Katalin (1720–1797) asszony volt. Apai nagyapja Bitskey András (fl. 1672-1710), földbirtokos; apai déapja ifjabb Bitskey András (fl. 1661–†1672), földbirtokos, aki 1661-ben Kőrös mezőváros jegyzője, illetve 1669 és 1672 között Pest-Pilis-Solt vármegyei esküdt volt. Bitskey Sebestyén fivérei: Bitskey Sándor (1751–1838), földbirtokos, Pest vármegyének főszolgabirája majd a vármegye táblabírája, aki nőtlen hunyt el; Bitskey Gábor (1756–1808), földbirtokos, akinek a neje nemes Várday Klára; Bitskey Antal, aki nőtlen hunyt el; Bitskey Károly, akinek a házastársa nemes Kováts Apollonia; és utolsóként Bitskey Abigail (1758–1846), akinek a férje a nemes Takáts másképp Deák családból való nemes Takáts Ádám (1758–1812), tápióbicskei földbirtokos volt; nemes Takáts Ádámné Bitskey Abigél asszony 1813-ban Beleznay Sámuel Pilisről írt levelet hozzá, ekkor már mint "néhai megboldogult nemes Takács Ádám megmaradóit élete Párjának", amelyben közölte, hogy a Bitskey fiú ág ellene (Beleznay ellen) viselt perét megnyerte és hogy a leányág ne károsodjon, kész átadni néki birtokát. Bitskey Gábor vitte tovább a családját, leányágon Takáts Ádámné Bitskey Abigél lánya, nemes Takáts Abigail (1795-1849), akinek a férje tornóczi Szalay József (1782–1852), örkényi uradalmi ispán a gróf Grassalkovich családnál, földbirtokos bírt földet Tápióbicskén örökség alapján.
Bitskey Sebestyén fiatal korában katonai pályára lépett és 1784-ben, mint a Gyulay gyalogezred kadetje testvérével, Bitskey Sándorral együtt Pest vármegyétől nemesi bizonytíványt kapott. Később a Sztáray gyalogezred tisztje lett és 1803 április 15.-én, mivel házasodni akart, az 1000 forintos kaució végett összeírták és fölbecsülték bicskei javait. Walter Jozefát vette nőül, kitől azonban gyermekei nem maradtak. 1809-ben a Napóleon ellen felkelt nemesség összeírásakor Bicskén lakott és az összeírás adatai azt mondják, hogy "43 éves, feleséges. Szolgált gróf Sztáray magyar gyalog regimentjében, mint Fel-Hadnagy." 1813-ban már kapitányi rangja volt egy hozzáintézett levél szerint.
Tápióbicskén, 1826. március 21-én hunyt el.